# Sevgein
Sevgein (oficialmente hasta 1943 en alemán: Seewis im Oberland) era una comuna suiza del cantón de los Grisones situada en el distrito de Surselva, círculo de Ilanz/da la Foppa. Limitaba al norte con la comuna de Castrisch, al este con Riein, al sur con Pitasch, y al oeste con Cumbel, Luven e Ilanz. El 1 de enero de 2014 se fusionó con las antiguas comunas de Castrisch, Ilanz, Ladir, Luven, Pitasch, Riein, Ruschein, Schnaus, Duvin, Pigniu, Rueun y Siat para convertirse en la nueva comuna de Ilanz/Glion.

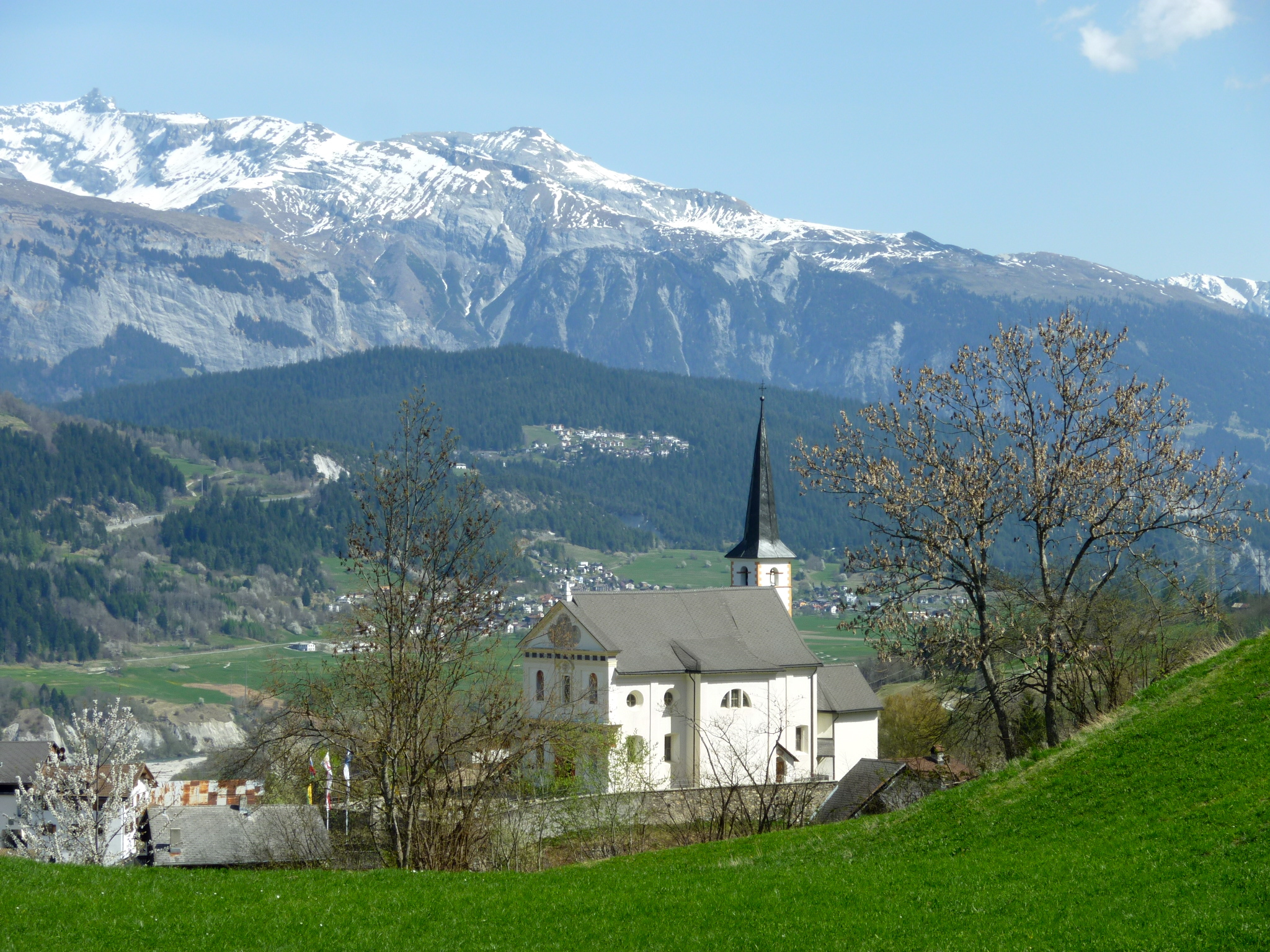
Vista de Sevgein.